# ABC 레코드
ABC 레코드(ABC Records)는 1955년 뉴욕에서 설립된 미국의 음반사이다. 이 음반은 암파르 레코드가 운영하는 주요 대중음악 레이블에서 비롯되었다. 암파르는 또한 1960년에 임펄스! 재즈 레이블을 만들었다. 1979년 ABC가 MCA 레코드에 매각되기 전까지 많은 음반사를 인수했다. ABC는 팝, 록, 재즈, 컨트리, 리듬 앤 블루스, 사운드트랙, 가스펠, 폴카 등 다양한 장르의 음악을 제작했다. 음반 제작 외에도 ABC는 독립 음반 제작자로부터 마스터의 라이선스를 받았으며, 지역적으로 발매된 음반을 구입하여 국가적으로 배포하였다.
이 레이블은 처음에는 암파르 레코드 (1955년)로 불렸으나, 곧 ABC-파라마운트 레코드 (1955년~1966년)로 바뀌었고, 1966년에 ABC 레코드로 이름을 바꾸었다.

## 같이 보기
- ABC (미국의 방송사)